# Ligação de hidrogênio

Ligação de hidrogênio entre moléculas de água.

Ligação de hidrogênio é um tipo de interação intermolecular que se dá entre átomos de hidrogênio de uma molécula com átomos de elementos altamente eletronegativos (como oxigênio, flúor e nitrogênio) de forma que o hidrogênio sirva como um elo entre os átomos com os quais interage. É o tipo de força intermolecular mais intensa. As ligações de hidrogênio podem ser classificadas em intramolecular, que ocorrem na mesma molécula, e intermolecular, que ocorrem entre moléculas vizinhas.
Embora seja comum usar a expressão "ponte de hidrogênio" para este tipo de interação, tecnicamente, ela se refere mais adequadamente às ligações três centros dois elétrons.

## Formação
O átomo de hidrogênio é o único átomo participante de compostos que só possui uma única camada de elétrons (a camada K) que é ao mesmo tempo a primeira e última e possui um único elétron. A camada K se completa com dois elétrons, de modo que, para atingir a estabilidade química, o H precisa perder, ganhar ou compartilhar 1 elétron de outro átomo.
Ao se ligar a um elemento muito eletronegativo, tal como o N, o O e o F, seu único elétron fica tão afastado na direção do átomo eletronegativo que o próton que compõe seu núcleo fica praticamente nu, uma vez que o H, diferentemente dos outros átomos, não possui outras camadas de elétrons entre a camada de valência e o núcleo atômico. Deste modo, o efeito polarizante do núcleo do hidrogênio acaba sendo o mais pronunciado de todos.
Para reduzir a tensão gerada, o átomo de H envolvido em ligações com N, O ou F interage fortemente com a eletrosfera de átomos vizinhos, de modo a "cobrir" parcialmente o próton quase exposto do núcleo do átomo de H. Esse efeito é ainda mais pronunciado se o átomo com o qual o H interage for um átomo pequeno e muito eletronegativo. Num átomo pequeno, estes elétrons estão mais localizados, se encontram confinados em uma camada menos volumosa e por isso interagem mais facilmente. Se o átomo for muito grande, os elétrons de valência estão mais "espalhados" pela volumosa camada de valência desse átomo, dificultando a interação. É por isso que o átomo de cloro, embora seja tão eletronegativo quanto o nitrogênio, não forma ligações de hidrogênio. Consequentemente, haverá uma interação eletrostática entre o átomo de H com forte carga parcial positiva com os elétrons não-ligantes do outro átomo participante.
A ligação de hidrogênio pode ser considerada um caso particularmente intenso de interação dipolo-dipolo permanente. Devido ao pequeno tamanho, o átomo de H se aproxima bastante do outro átomo, o que, combinado com a forte interação entre o próton do H e os elétrons do outro átomo, faz com que esta seja a interação mais forte entre as moléculas.
Como exemplo temos a água (H2O), na qual o hidrogênio de uma das moléculas formadoras da substância interage com o núcleo eletricamente denso do oxigênio, necessariamente de outra molécula de água vizinha, o que ocasiona o fenômeno de tensão superficial. No geral, todas as características e propriedades físicas particulares da água resultam de sua estrutura molecular. A diferença de eletronegatividade entre os átomos de hidrogênio e de oxigênio gera uma separação de cargas. Assim, os átomos positivos de hidrogênio de uma molécula interagem com os átomos negativos de oxigênio de outra molécula vizinha. Essas Ligações de Hidrogênio criam uma cadeia que pode se rearranjar muitas vezes, permitindo que a água líquida flua em toda parte. Os átomos de hidrogênio e oxigênio podem interagir com muitos tipos de moléculas diferentes, razão pela qual a água é considerada o solvente mais poderoso conhecido.
As Ligações de Hidrogênio também existem dentro de uma mesma molécula, como nas proteínas e nos ácidos nucleicos. Em ambos os casos elas são importantes na manutenção da estrutura da macromolécula.
A sua baixa energia (1 a 10 kJ/mol) permite o rompimento da interação com o aumento da temperatura, daí os eventos de desnaturação das proteínas e do RNA, além da dissociação da dupla fita de DNA.